# Loukima Tamoukini
Loukima Tamoukini (ur. 6 września 1975 w Kinszasie) – kongijski piłkarz występujący na pozycji obrońcy.

## Kariera klubowa
Tamoukini karierę rozpoczynał w AS Vita Club, gdzie grał w latach 1993–1994, zdobywając w tym czasie mistrzostwo Zairu (1993). Następnie występował w czwartoligowym francuskim zespole FCM Aubervilliers, a w 1998 roku rozpoczął grę w klubach portugalskich. Był zawodnikiem drużyn drugoligowych: FC Penafiel, FC Maia, CD Feirense, Gondomar SC oraz SC Olhanense, trzecioligowych: FC Marco oraz Atlético SC, a także czwartoligowych: Louletano DC, Redondense FC, GD Monte do Trigo, SU Perolivense oraz Casa Cultura Corval.

## Kariera reprezentacyjna
W 1994 roku Tamoukini został powołany do reprezentacji Zairu na Puchar Narodów Afryki. Zagrał na nim w meczach z Tunezją (1:1) i Nigerią (0:2), a Zair odpadł z turnieju w ćwierćfinale.